# Choi Bo-min (tir à l'arc)
Pour les articles homonymes, voir Choi.
Dans ce nom coréen, le nom de famille, Choi, précède le nom personnel.
Choi Bo-min née le 8 juillet 1984, est une archère sud-coréenne.

## Biographie
Choi Bo-min tire d'abord avec un arc classique puis avec un arc à poulies.
Elle commence à s'entraîner au tir à l'arc en 1993 et fait ses débuts internationaux en 2002. Aux Championnats du monde de 2007, elle remporte la médaille d'or dans l'épreuve par équipe d'arc classique féminin.
Elle gagne deux médailles d'or aux Jeux asiatiques de 2014 dans l'épreuve individuelle féminine et dans l'épreuve par équipe féminine aux côtés de Kim Yun-hee et Seok Ji-hyun. Elle remporte une autre médaille d'or aux Jeux asiatiques de 2018 dans l'épreuve par équipe féminine aux côtés de So Chae-won et Song Yun-soo.
Elle décroche deux médailles de bronze aux Championnats du monde de 2015 dans l'épreuve par équipe féminine et aux Championnats du monde de 2017 dans l'épreuve par équipe féminine,.